# Ачемян, Геворк
Гево́рк Ачемя́н (Аджемя́н, арм. Գևորգ Աճեմյան; 23 мая 1932, Манбидж, Сирийская Республика — 27 декабря 1998, Лион, Франция) — армянский писатель, публицист, общественно-политический деятель. Один из основателей боевой организации АСАЛА.

## Биография
Родился в Сирии, в семье армянских беженцев. В раннем возрасте переехал в Бейрут, учился в Американском университете Бейрута, где организовал книжный магазин.
Видный представитель нового литературного направления зарубежной армянской прозы 1960-х. Писал на армянском и английском языках, издавался в Ливане, СССР, США. Ачемяну-писателю присущи напряжённость сюжета, грубый реализм. Один из самых известных романов Ачемяна — «Ардгохи жарангорднерэ», о жизни армянской молодёжи в Ливане в 1970-х гг.
Участвовал в создании АСАЛА, разрабатывал политическую линию организации. 
В 1978—1989 гг. — редактор журнала «Спюрк», со страниц которого выступал в защиту Гургена Яникяна и прав армян на возвращение в Западную Армению, ещё до начала Карабахского движения обращался к проблемам армянского населения Карабаха и Нахичевана. Входил в оргкомитет Первого армянского конгресса (Париж, 1979).
Умер в Париже, Франция.
В 1999 г. были изданы лучшие публицистические работы Ачемяна.

## Книги
- Вспомним когда-нибудь Западную Армению? — Бейрут, 1998.
- Rulling over the Ruins. — USA, 1999.
- A Time for Terror. — USA, 2000.

## Ссылка
- https://www.amazon.com/Ruling-Over-Ruins-Kevork-Ajemian/dp/1892123045
- Организация азатамартиков и бывших политзаключённых (АСАЛА) «Ухт Арарати»